# Carl-Johan Vallgren
Carl-Johan Emanuel Vallgren (Linköping, 26 de julho de 1964) é um autor, cantor e músico sueco. Ganhou o Prêmio August de 2002 pelo romance The Horrific Sufferings of the Mind-Reading Monster Hercules Barefoot.